# Rue Hubert-Colombier

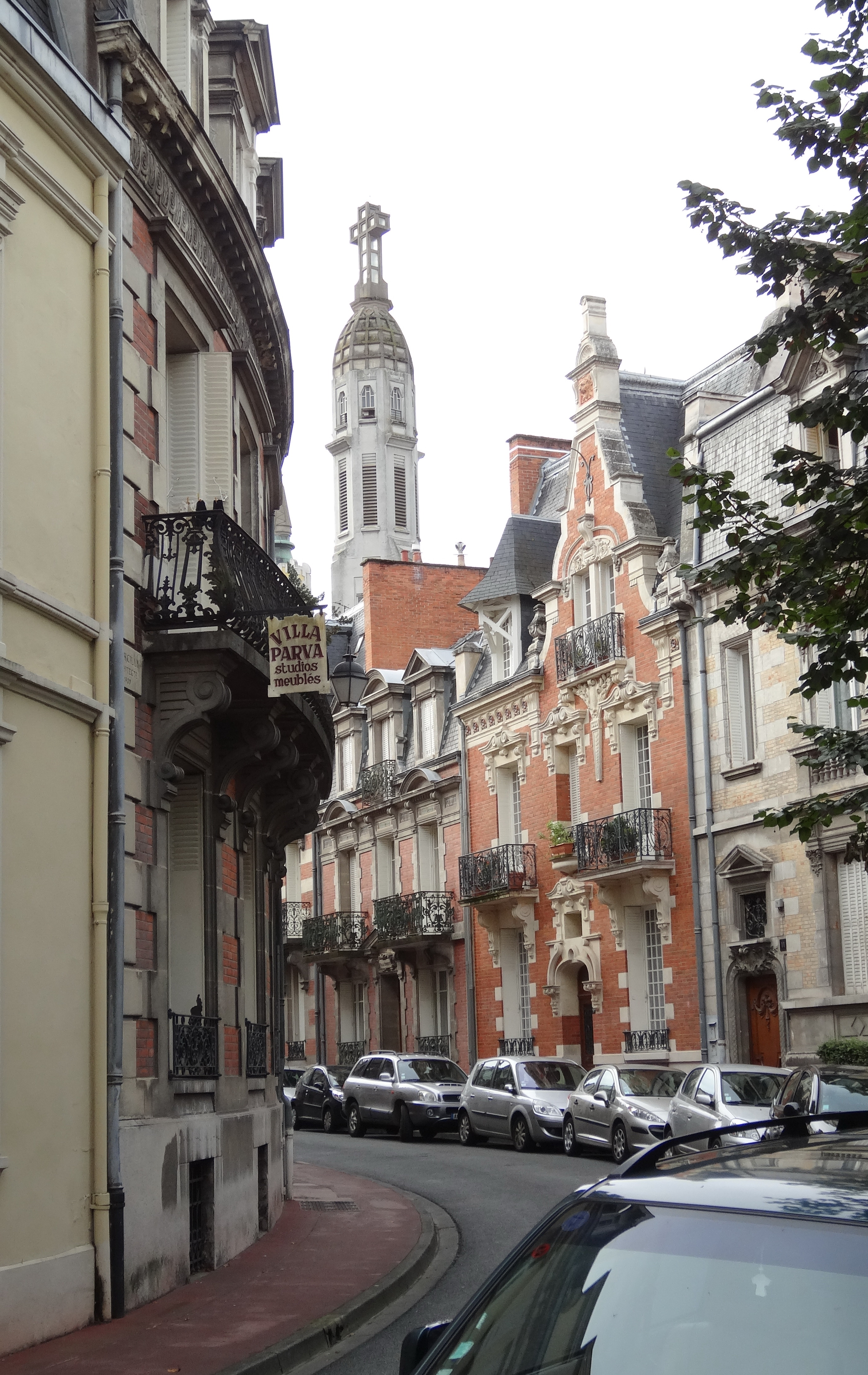
La rue Hubert-Colombier vue depuis le sud, côté rue du Maréchal Foch. On aperçoit au centre, en brique rouge, la villa Van Dick et en arrière plan, le clocher de l'église Saint-Blaise.

La rue Hubert-Colombier est une voie publique de Vichy (Allier), caractéristique de l'architecture Belle Époque de cette ville. Elle est remarquable par l'unité et la qualité des villas la bordant, de style néogothique et néo-flamand, avec une ligne d'horizon néo-classique. La plupart des bâtiments de la rue sont inscrits aux monuments historiques.

## Situation et accès
La rue se situe entre le Vieux Vichy et le centre-ville. Elle mesure environ 120 m de long pour 8 de large et court de la place d'Allier (quartier du Vieux-Vichy) jusqu'à la rue du Maréchal-Foch. Elle suit une direction nord avec une faible pente avant de finir par une légère courbe en direction nord/est.

## Origine du nom
Elle porte le nom d'Hubert Colombier (1850-1899), banquier — fondateur et propriétaire de la Banque de Vichy —, avocat et bâtonnier au tribunal de Cusset, ville dont il sera le maire entre 1874 et 1876. Il avait acheté et loti le terrain où se trouve la rue.

## Historique
À la fin du XIXe, il existe une zone encore non bâtie entre le Vieux Vichy et le Vichy thermal, juste derrière la place Rosalie (actuelle rue de la Source-de-l'Hôpital), où Hubert Colombier avait installé son établissement bancaire,. En 1894, il se porte acquéreur, aux enchères à la criée, d'une propriété de 4 000 m2 comprenant une grande maison, des dépendances et un grand terrain qui appartenaient alors à Charles Gravier. Celui ci avait du revendre cette propriété à la suite de la faillite de sa « ferme modèle » de Vesse (aujourd'hui Bellerive-sur-Allier). Hubert Colombier y fait aménager une voie privée à la fin des années 1890,. En mai 1895, l'architecte vichyssois Antoine Percilly, alors un des architectes les plus reconnus de la station thermale, établit un plan de lotissement et dès le mois de juillet, les travaux de viabilisation sont entrepris par Sébastien Lacarin (grand-père du futur maire de Vichy, Jacques Lacarin).
Hubert Colombier nommera cette voie privée « rue Méphisto » mais elle sera connue des habitants de Vichy comme la « rue Colombier ».
Hubert Colombier fait construire dans la rue une villa pour lui-même et d'autres destinées à la location, ainsi qu'un « chalet » pour un gardien car la rue est alors une voie privée, fermée à chaque extrémité par un portail en fer forgé. Son beau-père, Jacques Jurietti, fondateur du Cercle international, principal cercle de jeu de la station thermale, se fait également construire une villa.
La grande majorité des villas construites le seront par Antoine Percilly mais trois autres architectes y construisirent également chacun une maison:  
- Henri Despierre pour la villa Jurietti, la plus imposante de la rue; Jacques Jurietti avait déjà fait appel à cet architecte lyonnais pour bâtir le Cercle international ;
- Henri Decoret pour la villa Paul ;
- Honoré Vianne pour le chalet du gardien, une étroite maison située à une des entrées de la rue[1].

En 1903, il est discuté lors du conseil municipal de la suppression des grilles à l'entrée de la rue et de son classement comme voie publique à la demande de l'architecte Percilly qui souhaitait que la municipalité s'occupe des canalisations d'égout. Mais la voie restera finalement privée jusque dans les années 1950. Pendant l'Occupation, la Milice française démonte les portails en fer forgé pour s'en servir pour protéger l'entrée du Petit Casino (actuel centre culturel Valery-Larbaud) situé à l'angle de la rue et dont elle avait fait son quartier-général.
Après guerre, des habitants protestent qu'« une des plus belles rues de Vichy soit si mal entretenue ». Les propriétaires la cèdent finalement à la commune en 1956. La rue, devenue voie publique, est goudronnée et les piliers qui supportaient les grilles à l'entrée sont détruits.
La plupart des façades et des toitures des maisons de la rue sont inscrites aux Monuments historiques le 2 mai 1988.

## Bâtiments remarquables et lieux de mémoire
- no 1, Castel français, construit par l'architecte Antoine Percilly entre 1897 et 1900, inscrite aux monuments historiques[3]. Sous le régime de Vichy, le bâtiment abrita le Commissariat au reclassement des prisonniers rapatriés. François Mitterrand y travaillera[2] du  1er mars 1942 au  11 mars 1943[5] ;
- no 3, Villa Jacob, construite par Percilly, premier quart du XXe, inscrite aux monuments historiques ;
- no 5, Villa Charlotte ou villa Victor Hugo, construite par Percilly, premier quart du XXe inscrite aux monuments historiques;
- no 7, Villa Hubert, la première construite par Percilly[1], dessinée dès juin 1895 et achevée en 1897, nommée du prénom du propriétaire du lotissement, elle était destinée à la location[1], inscrite aux Monuments historiques[6] ;
- no 8, Villa Paul (prénom d'un fils d'Hubert Colombier) ou villa Decoret, construite par Henri Decoret, en 1897, inscrite aux monuments historiques[7] ;
- no 9, Villa Van Dyck, construite par Percilly, entre 1897 et 1900, inscrite aux monuments historiques[8]. Entre 1940 et juin 1941[Notes 2] elle abrita la résidence de l'ambassadeur d'URSS[1], Alexandre Bogomolov.
- no 10, Villa Manon, construite par Percilly, premier quart du XXe, inscrite aux monuments historiques[9] ;
- no 11, Villa Jurietti, construite Henri Despierre[10] entre 1895 et 1897 dans un style Renaissance, inscrite aux monuments historiques (outre la façade et la toiture, comme les autres villas, le vestibule, l'escalier, le salon, la salle à manger, le salon, l'élévation et le décor intérieur sont également protégés)[11]. Cette villa a été commandée par Jacques Jurietti (1832-1919), beau-père d'Hubert Colombier, et fondateur du Cercle international, un cercle de jeux à Vichy[1]. C'est lui qui fit venir l'architecte lyonnais Despierre qui lui avait construit son cercle de jeux en 1880[1].
- no 12, Villa Le Mesnil, construite par Percilly premier quart du XXe siècle, inscrite aux monuments historiques[12] ;
- no 14, Villa Art nouveau, construite par Percilly, premier quart du XXe siècle, inscrite aux monuments historiques (outre la façade et la toiture, la porte, l'escalier, la cheminée, le vestibule, la salle à manger, le salon et le décor intérieur sont également protégés)[13]
- no 16, Villa Parva, construite par Percilly, premier quart du , inscrite aux monuments historiques[14] ;
- no 18, Villa Saint-Michel-Archange (initialement villa Colette, prénom d'une des filles d'Hubert Colombier, renommée vers 1930), construite par l'architecte Percilly, premier quart du XXe siècle, inscrite aux monuments historiques[15] ;
- no 20, Chalet du gardien, construit par Honoré Vianne[1], entre 1897 et 1900[1], dans un style néo-médiéval sur une surface au sol très réduite (12 m2) à l'une des entrées de la rue, il était destiné à héberger le gardien. Ce fut la première construction du lotissement et la seule réalisée par Vianne (alors âgé de 70 ans, c'est sa dernière construction connue[1]). Le rez-de-chaussée, bien que très étroit, abrita une boutique[1]. Le chalet fut inscrit aux monuments historiques en 1978 et la ville le revendit à un particulier en 1997[1]. Un second chalet, assez similaire, devait être construit à l'autre extrémité de la rue mais le permis de construire fut refusé pour un défaut d'alignement[1].

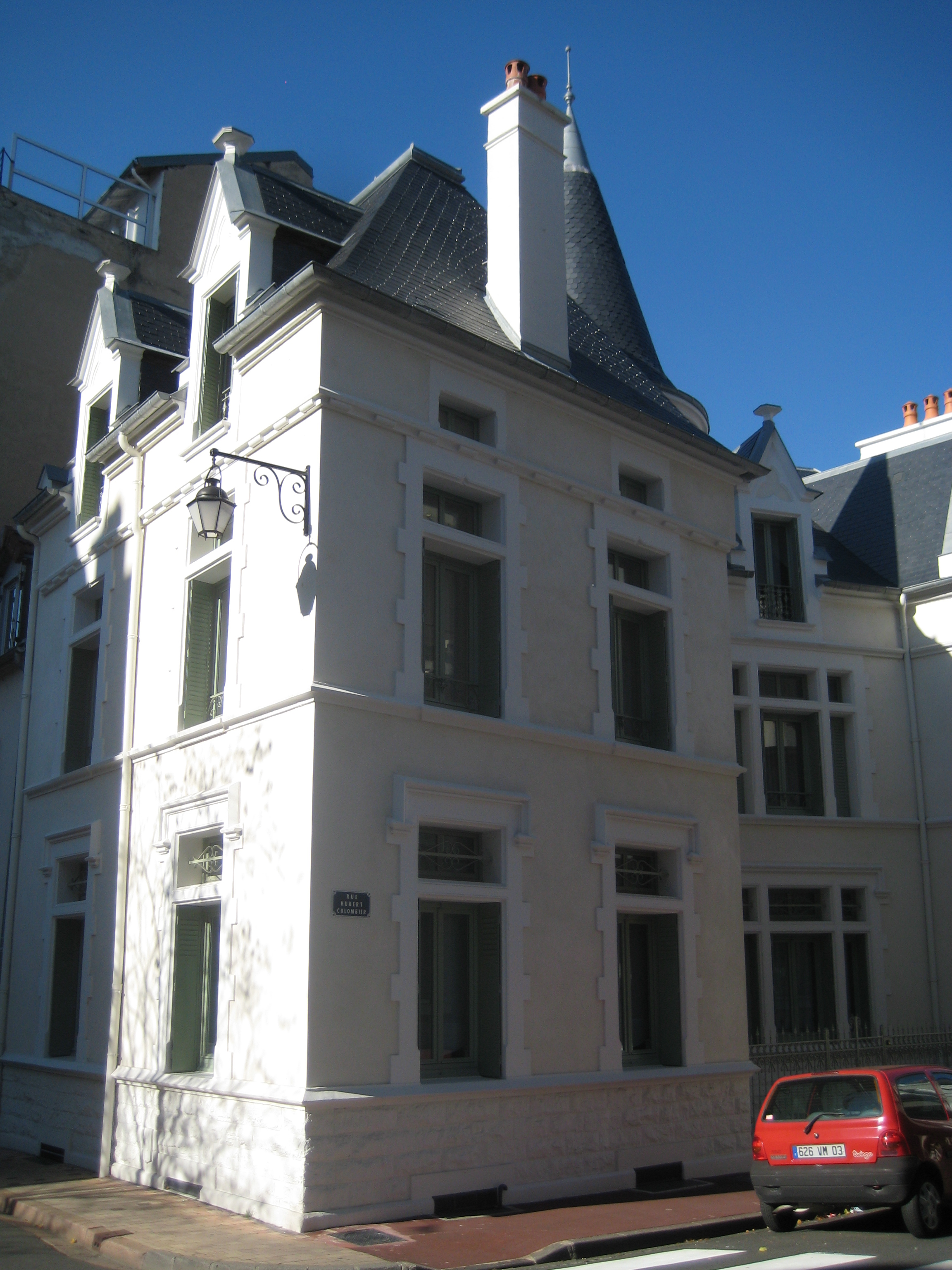
Castel français.
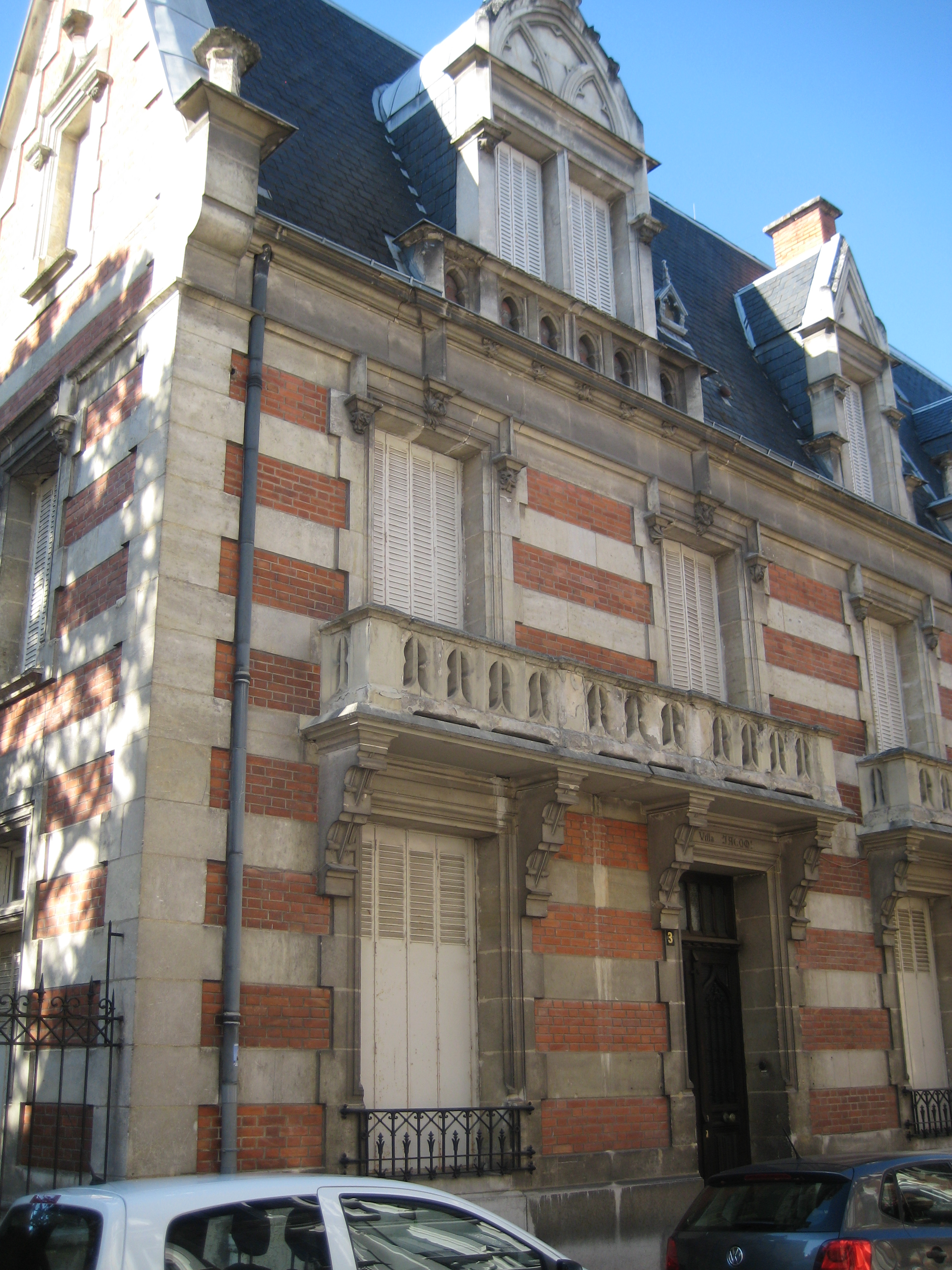
Villa Jacob.
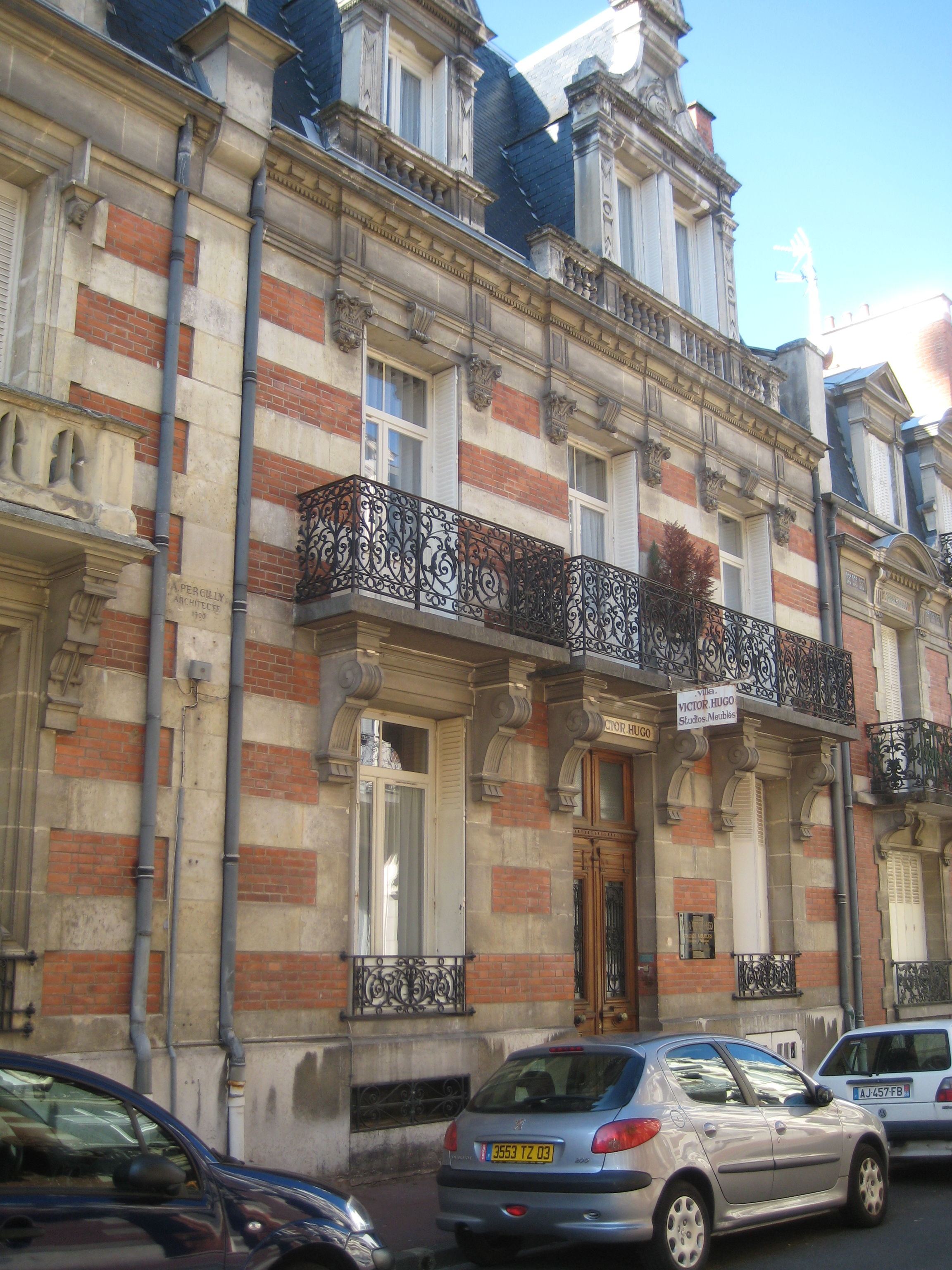
Villa Charlotte.
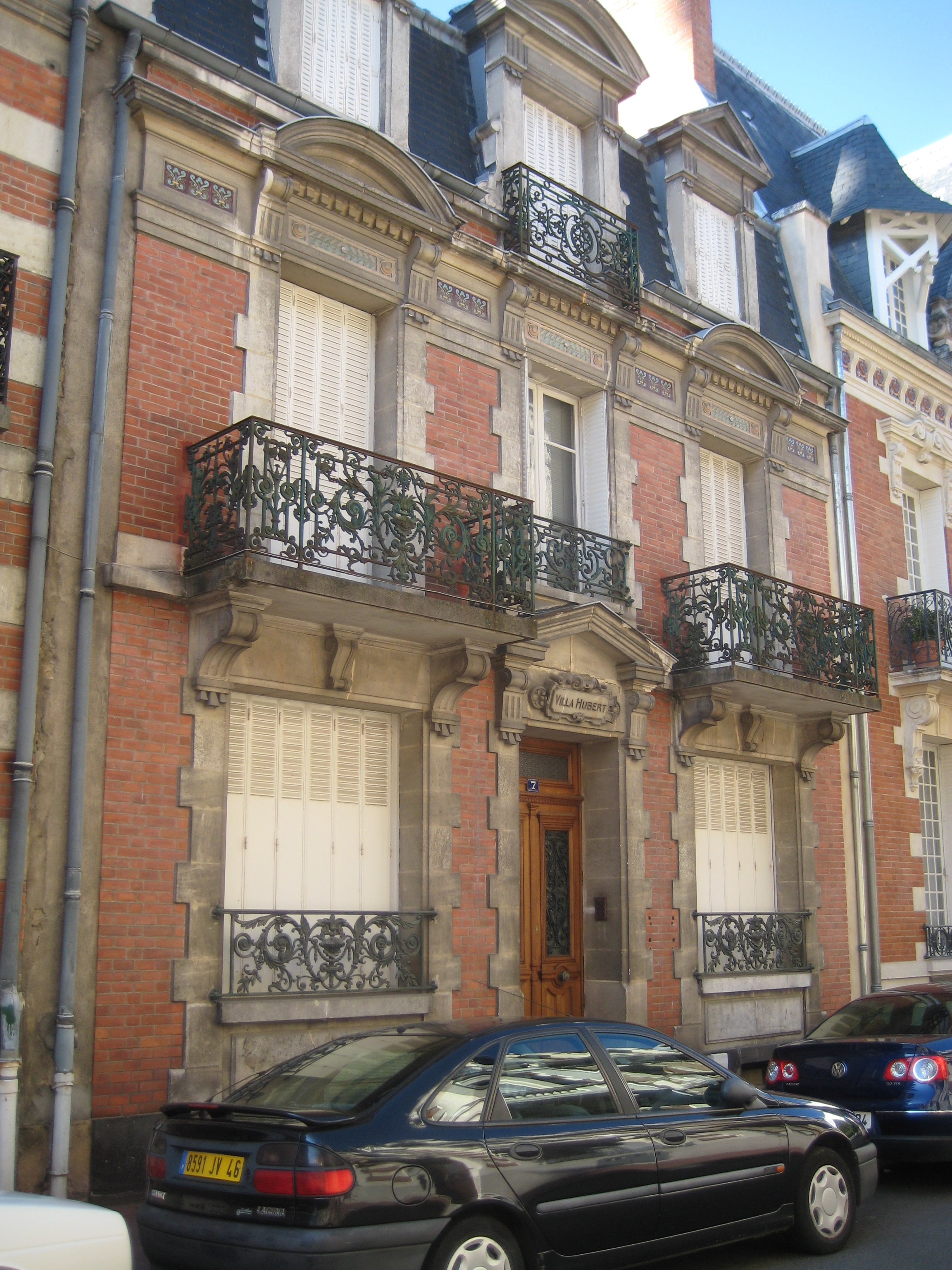
Villa Hubert.
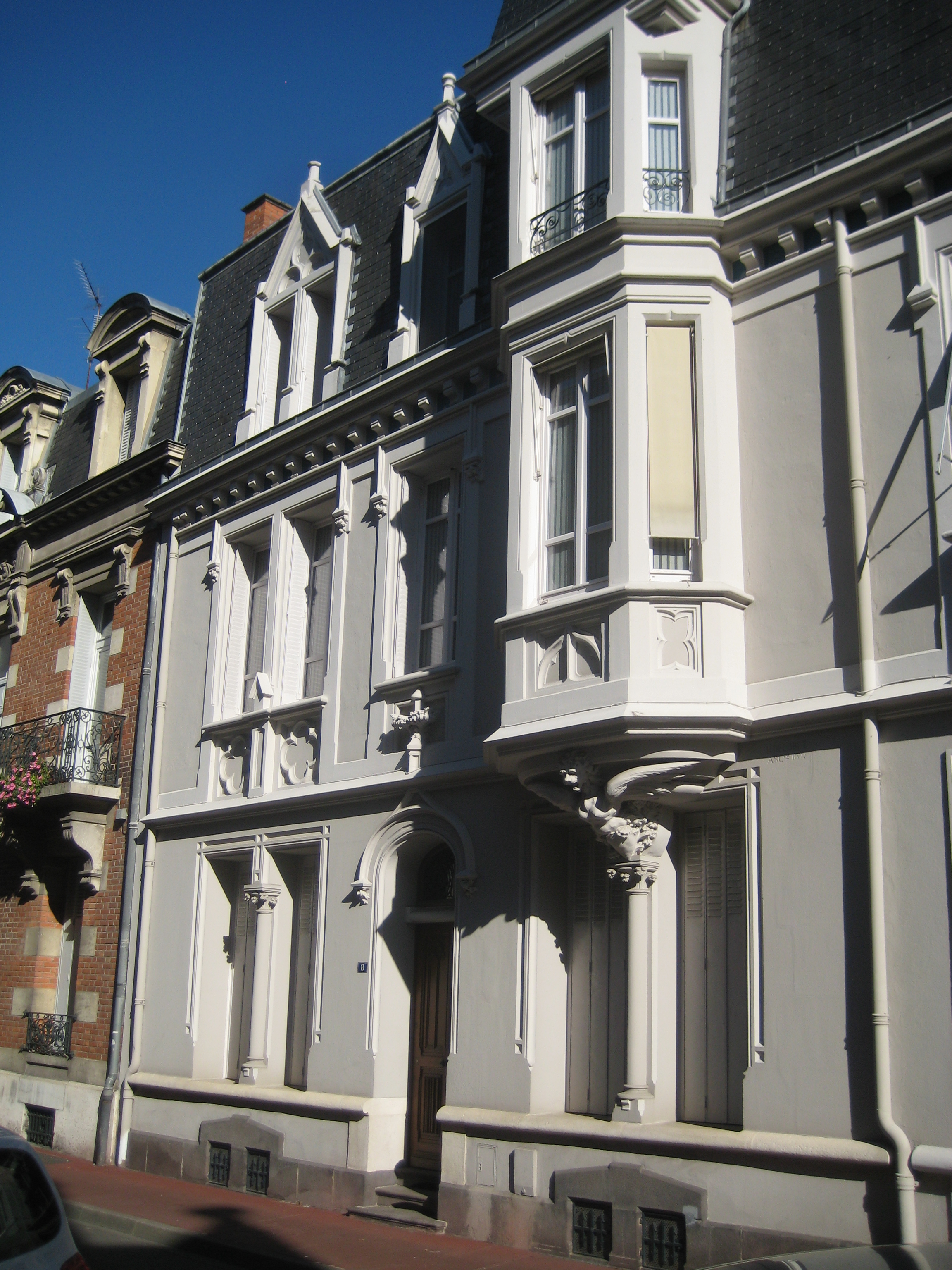
Villa Paul.
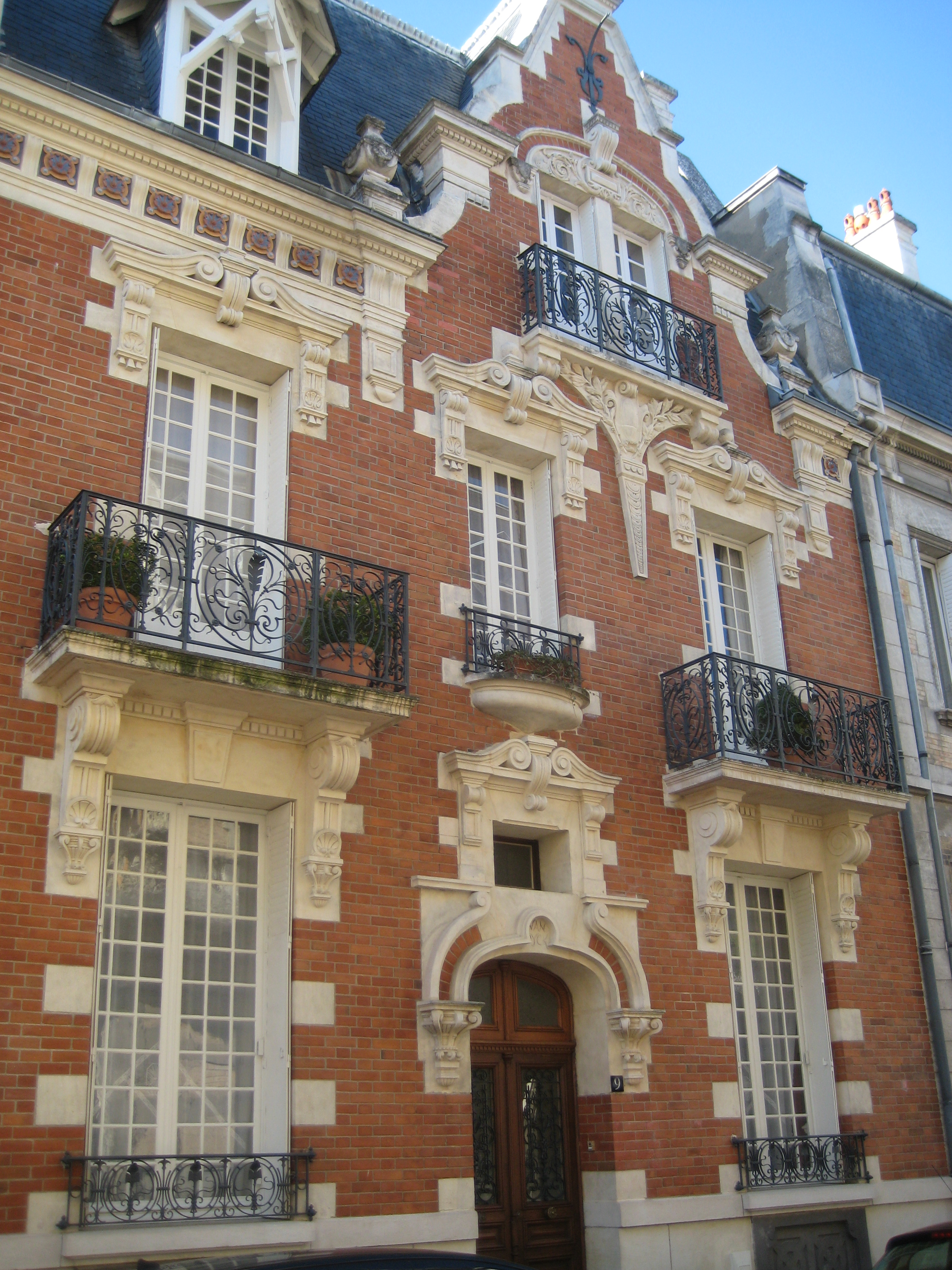
Villa Van Dyck.
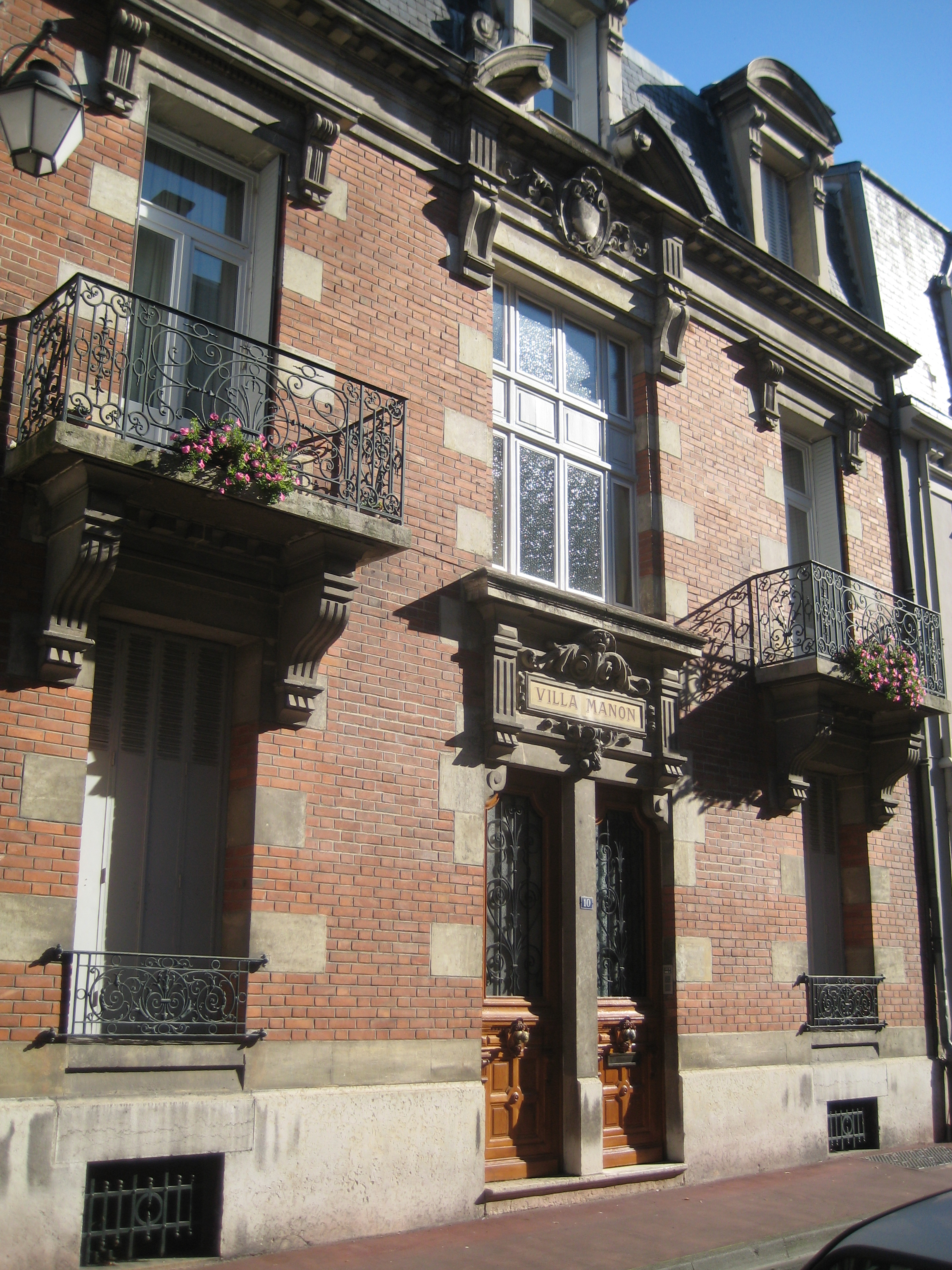
Villa Manon.
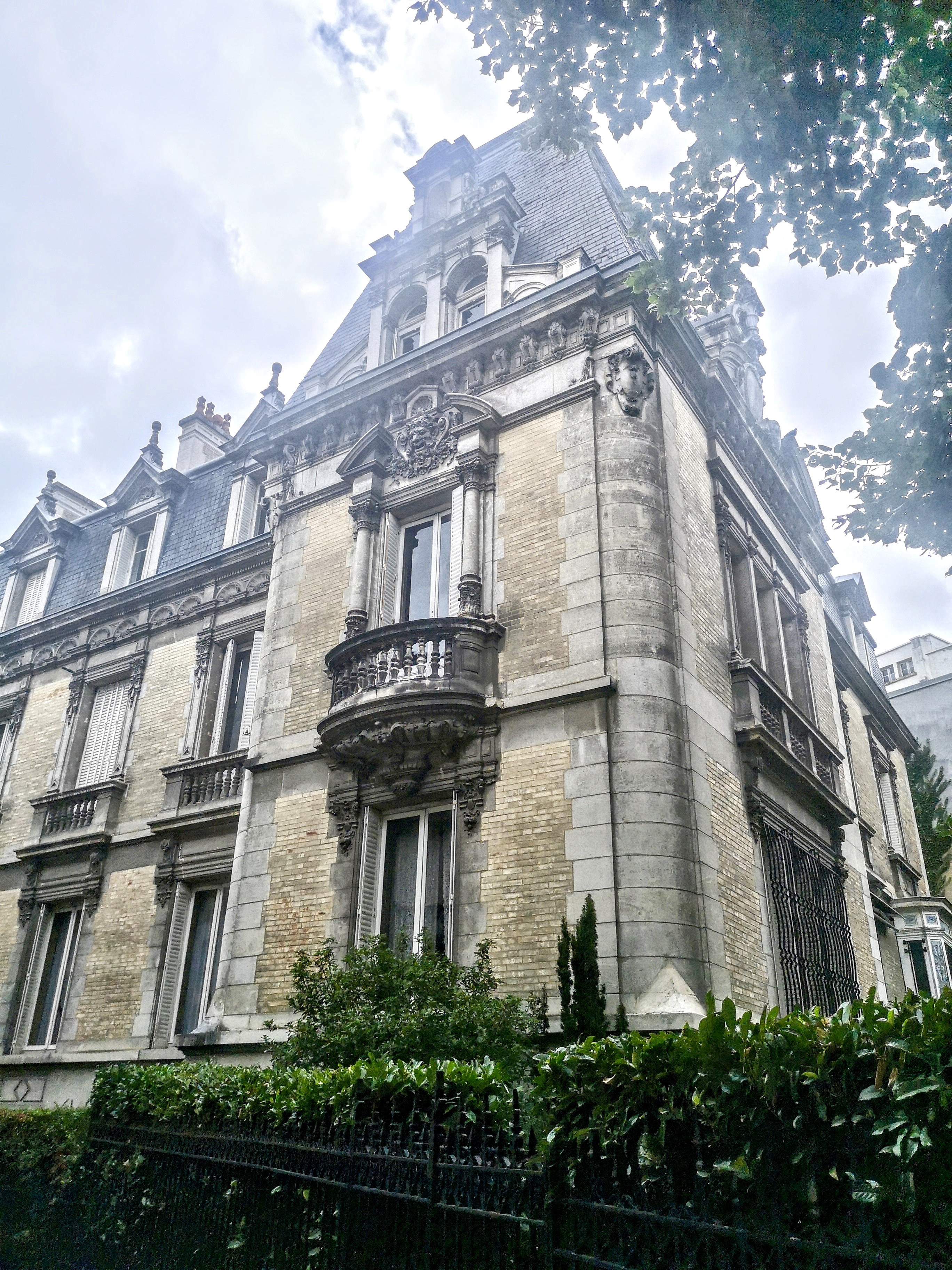
Villa Jurietti.
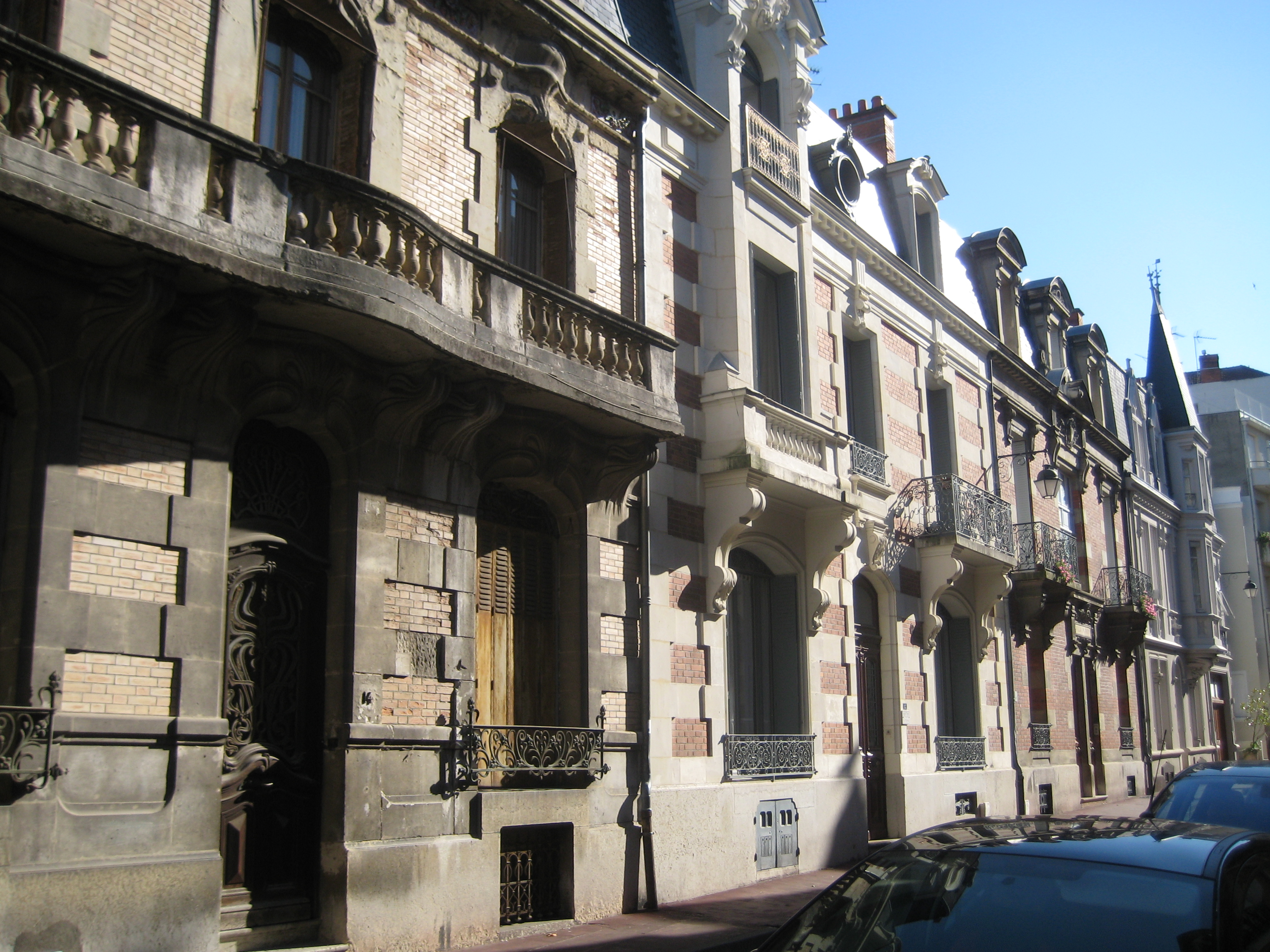
Villa Le Mesnil.
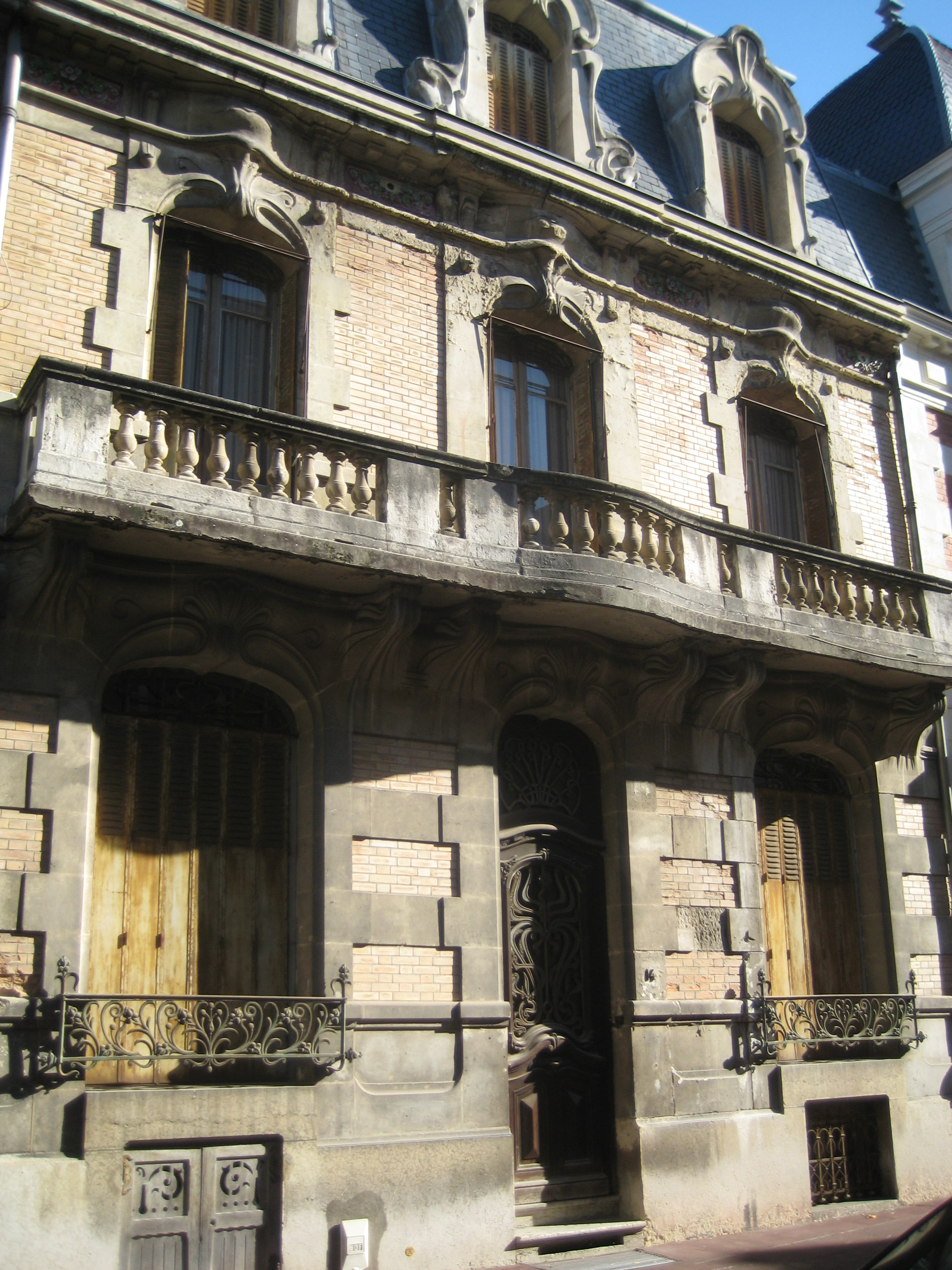
Villa Art nouveau.
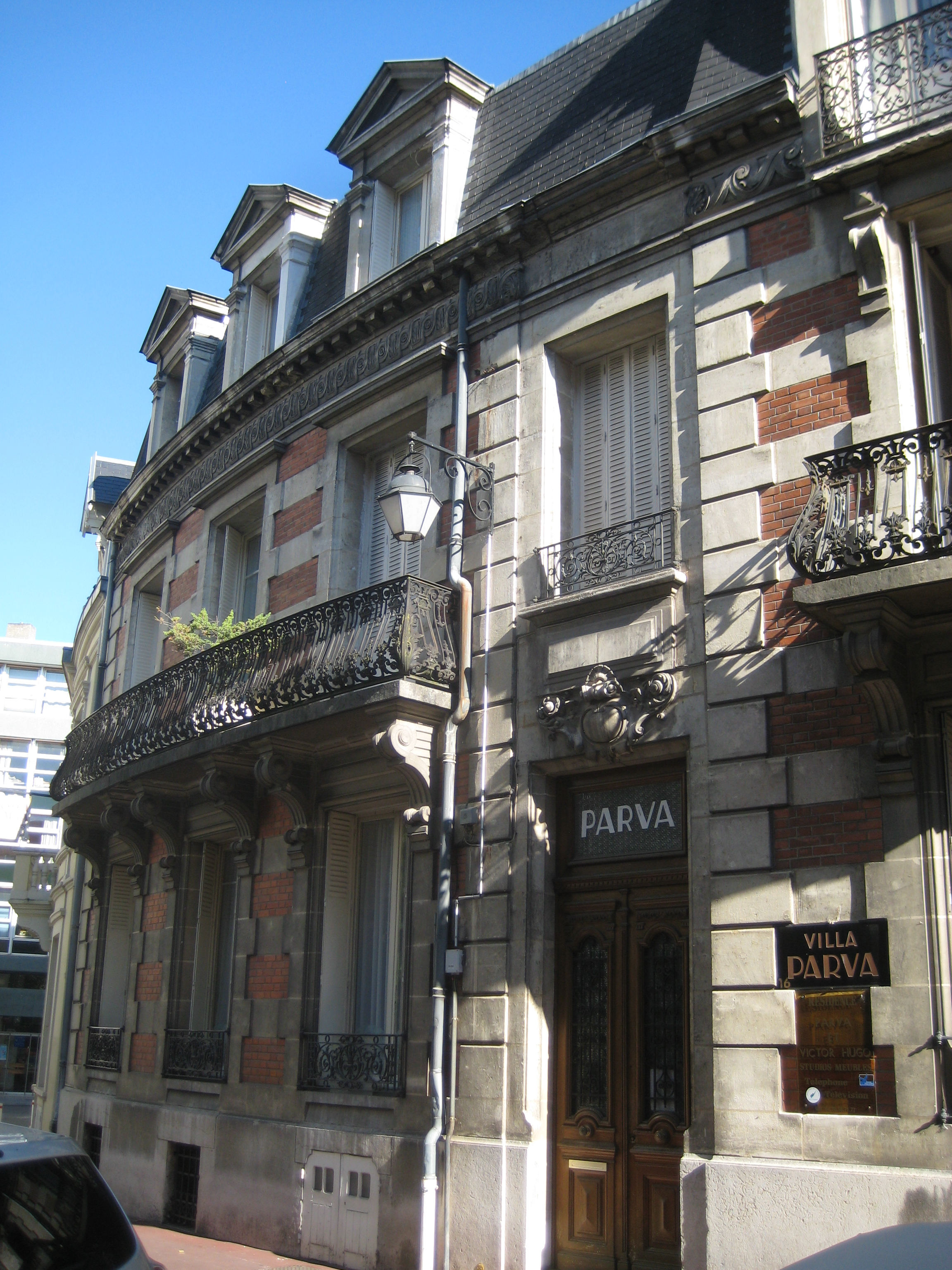
Villa Parva.
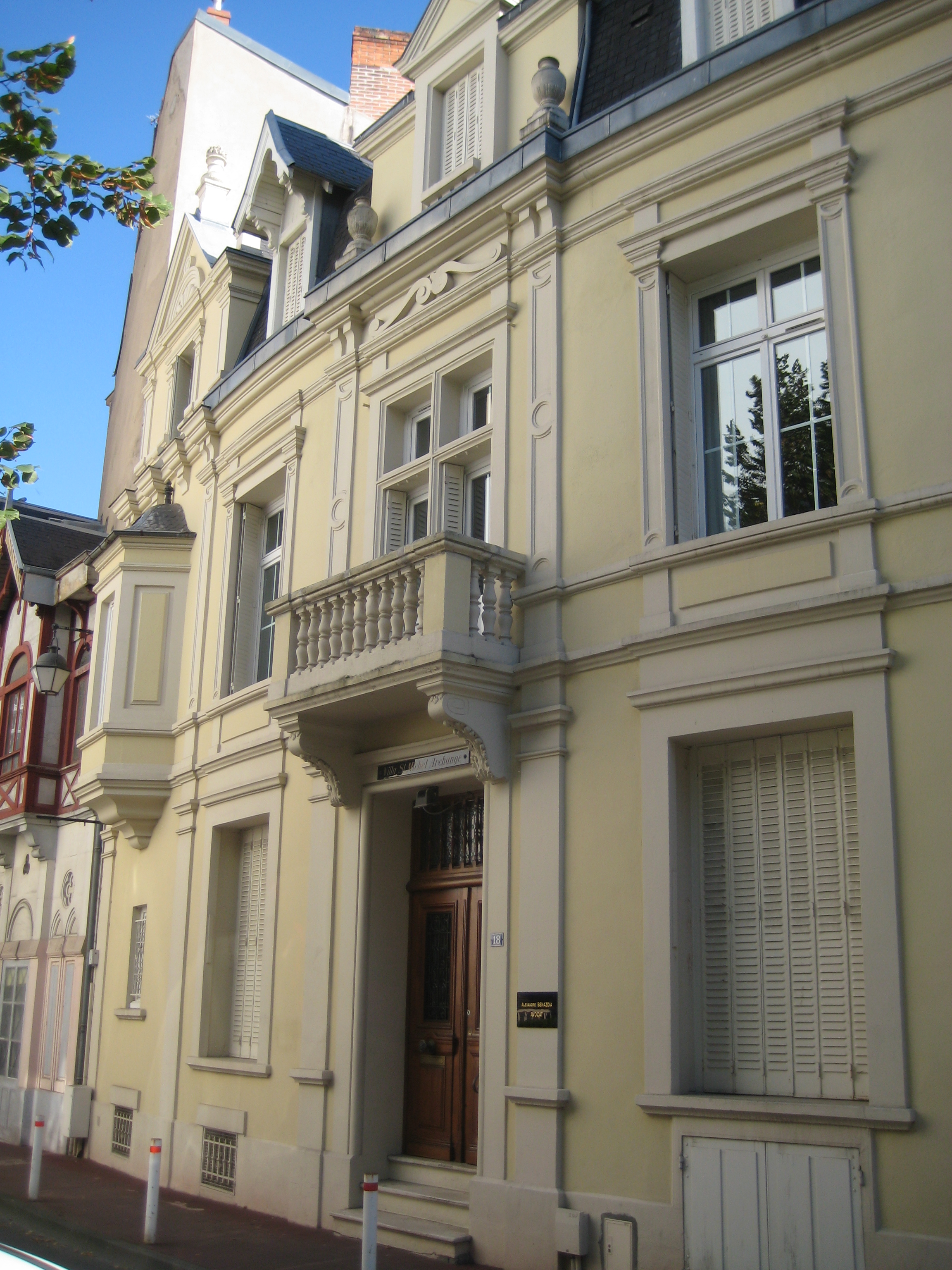
Villa Saint-Michel Archange.
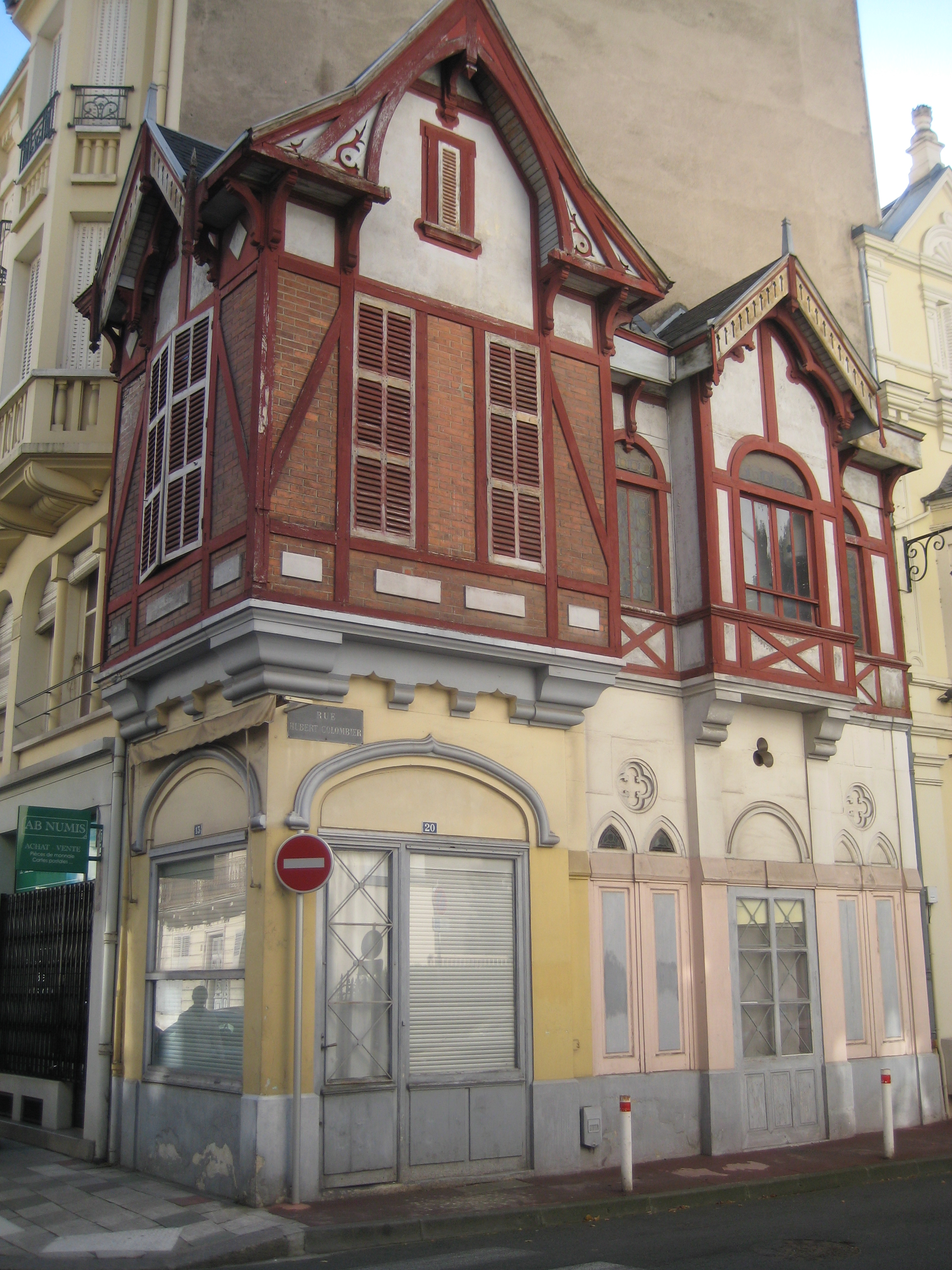
Chalet du gardien.